# Vanuralite
La vanuralite est un minéral d'uranium décrit en 1963 dont la formule chimique la plus couramment donnée par les sources est Al(UO2)2(V2O8)(OH)·11H2O, bien que l'IMA indique la formule chimique Al(UO2)2(V2O8)(OH)·8,5H2O. Il est constitué de cristaux jaunes d'une dureté Mohs de 2. Son nom reflète sa composition : VANadium, URanium et ALuminium. La formule de la vanuralite et des minéraux apparentés est souvent écrite, par erreur, comme contenant des groupes VO4. La structure ne contient aucun de ces groupes, mais des dimères V2O8 (paires de pyramides tétragonales VO5 à bords partagés), la formule doit être écrite comme Al[(UO2)2V2O8(OH)].11H2O. La teneur réelle en H2O peut être nettement inférieure (8,5H2O selon la détermination de la structure de Plášil, 2017).
Son symbole IMA est Vnr. La vanuralite est naturellement radioactive, l'uranium constituant 47,04 % de son poids moléculaire.

## Gisements
Il y a quatre gisements recensés : deux mines au Gabon où fut découverte la vanuralite — la mine Mounana en est la localité-type — et deux autres en Espagne.